# Suzanne Voilquin
 (avril 2020).
Pour les articles homonymes, voir Voilquin.
Suzanne Voilquin est une journaliste et écrivaine féministe française, née Jeanne Suzanne Monnier le 17 décembre 1799 à Paris et morte le 24 octobre 1876 à Saint-Mandé.
Elle livre, dans ses ouvrages et ses lettres, de nombreuses informations sur les événements de sa vie et les raisons de ses choix.

## Biographie

### Enfance et formation
Jeanne Suzanne Monnier naît le 17 décembre 1799 à Paris. Son père est un ouvrier chapelier ayant participé à la Révolution française, sa mère est une catholique pratiquante. Elle est éduquée par sa mère qui l'envoie suivre un enseignement primaire à l'école des Filles de la Charité du quartier Saint-Merri. Lectrice des philosophes des Lumières, elle rejette la foi catholique à la fin de son adolescence. En 1821, sa mère meurt d'un cancer, après avoir caché sa maladie à sa famille. En 1823, elle devient avec sa sœur ouvrière brodeuse, à la suite de la faillite de l'entreprise de son père.  En 1825, à 24 ans, Suzanne Voilquin se résout à épouser l'ouvrier imprimeur Eugène Voilquin. Celui-ci est syphilitique.

### Saint-simonienne
Suzanne Voilquin a 29 ans lorsque le couple rejoint le mouvement saint-simonien en 1830. Ils apprécient la vie communautaire, Eugène se voit confier l'organisation d'une table d'hôtes rue Taitbout, dans l'une des maisons d'association fondées par le « degré ouvrier[Quoi ?] ». C'est Suzanne qui va diriger et gérer ce « restaurant communautaire ». La salle sert aussi à des réunions des saint-simoniens. Suzanne Voilquin est bien intégrée dans la communauté, faisant partie des disciples les plus enthousiastes de Prosper Enfantin, aux côtés de Cécile Fournel, Claire Bazard, Aglaé Saint-Hilaire, Désirée Véret, Marie-Reine Guindorf et Clorinde Rogé. Lors du schisme de Saint-Amand Bazard, elle reste fidèle à Prosper Enfantin, mais comme les autres femmes, elle se trouve bientôt exclue des réunions qui n'ont plus lieu qu'entre hommes dans la maison de Ménilmontant où se sont retirés Prosper Enfantin et ses disciples masculins. Elle se sépare de son mari parti en Louisiane pour fonder une association fraternelle.
Au début du mois d'août 1832, peu de temps avant le procès des saint-simoniens, deux jeunes femmes, Marie-Reine Guindorf et Désirée Véret, quittent la communauté et entreprennent de faire paraître un petit journal hebdomadaire intitulé La Femme libre. L'affirmation du caractère féministe du journal est présent dès le premier numéro, les articles ne sont écrits que par des femmes, et plus précisément des ouvrières qui se revendiquent « prolétaires » et qui ont décidé de ne signer qu'avec leur prénom, « pour détacher du nom de l'homme trop lourd à porter ». Les fondatrices appellent alors Suzanne, qui débute sa participation à la brochure dans la deuxième livraison ; par un article qu'elle juge « bien timide », elle y appelle les femmes à un combat pacifique contre les « abus du sexe fort ».
Quelque temps plus tard, Marie-Reine Guindorf et Désirée Véret quittent le journal pour rejoindre le fouriérisme. Suzanne Voilquin en devient alors la directrice. Sa première décision est de changer le titre, pour éviter toute équivoque. La Femme libre devient La Femme nouvelle puis La Tribune des femmes. Suzane juge son nouveau titre « plus ambigu, mais ne donnant nulle prise aux plaisanteries du monde ». 
Elle change plusieurs fois le titre, en fonction des écrits publiés. Parmi les jeunes femmes qui entourent Suzanne, il y a Claire Démar, jeune femme passionnée qui va se suicider, le 3 août 1833, avec son amant, en laissant un manuscrit, Ma loi d'avenir, qui sera remis à Suzanne Voilquin par Prosper Enfantin. Le texte est sulfureux, Suzanne Voilquin attend et le publie au printemps 1834, lorsqu'elle décide d'arrêter La Tribune des femmes.
En 1834, elle effectue un tour de France de quatre mois, pour promouvoir son expédition en Égypte et récolter des fonds. Dès lors, elle se consacre à l'amélioration du sort des femmes. Installée au Caire, elle est gouvernante auprès d'un médecin français qui l'initie aux techniques médicales de l'accouchement. Elle retourne à Paris,  où elle obtient son diplôme de sage-femme en 1837. En 1838, elle fonde dans le quartier Saint-Merri, une association qui vient en aide aux filles-mères. De 1839 à 1846, elle est en Russie, où elle exerce le métier de sage-femme. En 1848, elle revient à Paris et écrit des articles dans La Voix des femmes d'Eugénie Niboyet. En septembre, elle part soigner sa sœur en Louisiane. Elle est de retour en 1859. Elle rédige Souvenirs d'une fille du peuple, ou La saint-simonienne en Égypte qui parait en 1866. Elle meurt le 24 octobre 1876 à Saint-Mandé, à l'âge de 74 ans.

## Publications

### Ouvrages
- Souvenirs d'une fille du peuple : ou, La saint-simonienne en Égypte, E. Sauzet, 1866 (Lire en ligne). Réédition F. Maspero, 1978.
- Mémoires d’une saint-simonienne en Russie (1839-1846), Paris, Des Femmes, 1977

### Articles de presse
- La Femme nouvelle, 1re partie : « Apostolat des femmes » ; 2e partie : « Tribune des femmes », Paris, [s.n.], 1832-1833